# Asplenium filidens
Asplenium filidens, biljna vrsta iz porodice slezeničevki endemska je epifitska ili kopnena papratnjača iz Nove Kaledonije, gdje je ograničena na nekoliko vrhova Grande Terrea. Raste u gustoj vlažnoj šumi na visokim nadmorskim visinama na ultramafičnoj ili vulkansko-sedimentnoj podlozi između 760 i 1 200 m nadmorske visine. 
Iako se čini da vrsta trenutno nije ugrožena, u budućnosti bi mogla pretrpjeti degradaciju staništa od strane invazivnih vrsta. Stoga je A. filidens naveden kao skoro ugrožen (NT).